# Дарман, Юрий Александрович
Юрий Александрович Дарман (1956, Благовещенск) — советник Амурского филиала WWF России, Заслуженный эколог РФ.

## Биография
Родился в сентябре 1956 года в Благовещенске Амурской области.
В 1978 году окончил Иркутский сельскохозяйственный институт, получив диплом биолога-охотоведа
Трудовую деятельность начал в Баргузинском заповеднике, где работал лаборантом и младшим научным сотрудником в период подготовки дипломной работы по динамике численности баргузинского соболя. По окончании института в 1978—1987 годах работал в Хинганском государственным заповеднике — начиная с должности младшего научного сотрудника и заканчивая позицией замдиректора по научно-исследовательской работе.
После защиты диссертации на тему «Биология косули Хинганского заповедника» на соискание учёной степени кандидата биологических наук (ВНИИ Природы, 1986) перешел на работу в Амурский Научный Центр ДВО РАН, где занимался изучением влияния существующих и проектируемых ГЭС на фауну млекопитающих, мониторингом популяций диких копытных животных, изучением гнездования и миграций редких видов журавлей и аистов.
С 1989 года был выбран депутатом Амурского областного совета народных депутатов. На посту заместителя председателя Комиссии по охране окружающей среды и использованию природных ресурсов разработал Программу развития сети особо охраняемых природных территорий Амурской области. В 1994—1999 годах возглавлял созданную им общественную организацию Амурское отделение Социально-экологического союза.
С 1999 года является Председателем российской Рабочей группы по дальневосточному аисту.
В 2003 году выступил инициатором создания Координационного комитета по устойчивому развитию в бассейне Амура и до 2016 года являлся его членом как Председатель Амурской коалиции некоммерческих природоохранных организаций.

## Научная деятельность и сотрудничество с WWF России
В 1995 году Дарман начал сотрудничать со Всемирным фондом дикой природы: первый полученный им грант WWF позволил организовать Норский государственный заповедник. В 1999 году он был приглашен на постоянную работу в Дальневосточное отделение Российского представительства Всемирного фонда дикой природы (ДВО РП WWF), в 2001 году — назначен директором ДВО (Амурского филиала) WWF. Под его руководством был разработан План действий по сохранению Амурского экорегиона (2003—2020), поддержанный Амурской коалицией некоммерческих организаций и Координационным комитетом по устойчивому развитию в бассейне Амура. По инициативе Дармана в 2005 году стартовала международная Амурская Экорегиональная программа с офисами в Восточной Монголии и Северо-Восточном Китае.
Дарман — автор более 224 научных работ, включая девять монографий. Ему принадлежат идеи создания и воплощения в жизнь программ развития охраняемых природных территорий Амурской области и Амурского экорегиона («Зеленый пояс Амура»), «Амур без плотин» и «Спасти каждого из оставшихся» (восстановление популяции дальневосточного леопарда). Итогом последней из программ стало создание в 2012 года национального парка «Земля леопарда», а численность леопарда увеличилась с 30 до 80 особей. В целом при его участии в бассейне Амура были созданы 2 заповедника, 5 национальных парков, 2 федеральных и 9 региональных заказников. Новым подходом стал модельный проект по сохранению девственных лесов реки Бикин, разработанный под руководством Ю. А. Дармана и поддержанный Российско-Германским соглашением в рамках Киотского протокола. Итогом стало создание в 2015 году крупнейшего на Дальнем Востоке национального парка «Бикин», сочетающего интересы сохранения амурского тигра и поддержания традиционного природопользования коренными малочисленными народами.

## Награды
В 2006 году Министерство природы присвоило Юрию Дарману звание «Почетный работник охраны природы». В 2012 году он получил «Международную награду Фреда Паккарда за мужество в деле охраны национальных парков», а в 2013 году ему было присвоено звание «Заслуженный эколог РФ».
Лауреат международной премии MIDORI 2016 года, которая присуждается Секретариатом Конвенции ООН по сохранению биоразнообразия и Экологическим фондом AEON.